# Lídia Jorge

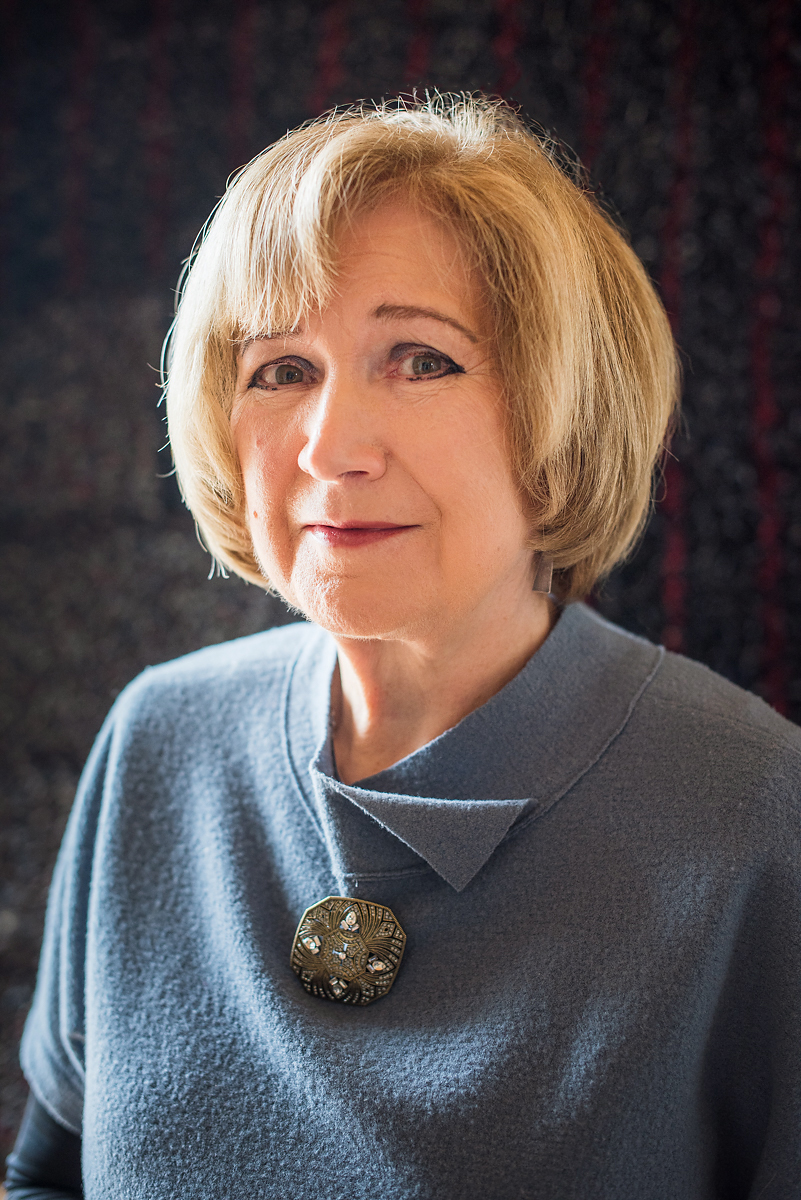
Lídia Jorge, 2021. (Creative Commons Attribution-Share Alike 4.0)

Lídia Jorge (* 18. Juni 1946 in Boliqueime, Algarve) ist eine portugiesische Schriftstellerin.

## Leben und Werk
Ihre Jugend verbrachte sie als Einzelkind bei der Mutter und anderen weiblichen Familienmitgliedern an der Algarve.
Nach ihrer Schulzeit in Faro zog sie nach Lissabon und studierte an der Universität Lissabon Romanistik. Mit ihrem ersten Ehemann, einem Offizier der Luftwaffe, hielt sie sich während des Kolonialkriegs einige Jahre in Angola und danach in Mosambik auf.
Bereits ihr erster Roman O Dia dos Prodígios (Der Tag der Wunder), erschienen 1980, wurde zu einem Hauptwerk der neueren portugiesischen Literatur. Im Jahr 1988 folgte A Costa dos Murmúrios (Die Küste des Raunens), ein Buch, das die Aufarbeitung der Vergangenheit der Kolonialerfahrung in Afrika widerspiegelt. 2011 veröffentlichte sie A Noite das Mulheres Cantoras und im März 2014 Os Memoráveis.

## Auszeichnungen und Preise
Lídia Jorge gewann den Preis der Stiftung Casa de Mateus, den Bordalo-Literaturpreis der Casa da Imprensa in Lissabon, den Prémio Máxima der Literatur, den PEN-Preis für Belletristik und im Jahr 2000 den Prix Jean Monnet für Europäische Literatur. 2005 wurde sie zum Chevalier des französischen Ordre des Arts et des Lettres ernannt. Mit O Vento Assobiando nas Gruas (2002), gewann Lídia Jorge den Großen Preis der portugiesischen Vereinigung der Schriftsteller. Für ihr Romanwerk wurde sie 2006 zusammen mit ihrer langjährigen Übersetzerin Karin von Schweder-Schreiner mit dem erstmals vergebenen Albatros-Literaturpreis ausgezeichnet. Lídia Jorge erhielt am 15. Dezember 2010 die Ehrendoktorwürde der Universidade do Algarve anlässlich des Erscheinens ihres Erstlingswerks O Dia dos Prodígios vor 30 Jahren. Jorge erhielt 2020 den FIL-Preis für Literatur in romanischer Sprache. Er ist mit 150.000 US-$ dotiert. 2021 wurde ihr der Grande Prémio da Crónica e Dispersos Literários der Associação Portuguesa de Escritores/Câmara Municipal de Loulé, der mit 12.000,00 € dotiert ist, für Em Todos os Sentidos verliehen. 2023 wurde ihr Werk Misericordia mit dem Prix Médicis étranger ausgezeichnet (zusammen mit Impossibles adieux von Han Kang).

## Werke
Romane:
- O Dia dos Prodígios, 1980, Deutsch: Der Tag der Wunder, 1989, aus dem Portugiesischen von Maralde Meyer-Minnemann. Nachwort von Dieter Offenhäusser, Suhrkamp, Frankfurt am Main 1992, ISBN 3-518-38430-9.
- O Cais das Merendas, 1982 (bislang nicht auf Deutsch).
- Notícia da Cidade Silvestre, 1984, Deutsch: Nachricht von der anderen Seite der Straße. Suhrkamp Taschenbuch, Frankfurt am Main 1992, ISBN 3-518-38649-2.
- A Costa dos Murmúrios, 1988, Deutsch: Die Küste des Raunens, 1993. Suhrkamp Taschenbuch, Frankfurt 1995, ISBN 3-518-38969-6.
- A Última Dona, 1992 (bislang nicht auf Deutsch).
- O Jardim Sem Limites, 1995, Deutsch: Paradies ohne Grenzen, 1997.
- O Vale da Paixão, 1998, Deutsch: Die Decke des Soldaten. Suhrkamp Verlag, Frankfurt am Main 2000, ISBN 978-3-518-41183-4.
- O Vento Assobiando nas Gruas, 2002, Deutsch: Milene, aus dem Portugiesischen von Karin von Schweder-Schreiner, Suhrkamp-Verlag, Frankfurt am Main 2005, ISBN 978-3-518-41683-9.
- Combateremos a Sombra, 2007 (bislang nicht auf Deutsch).
- A Noite das Mulheres Cantoras, 2011 (bislang nicht auf Deutsch).
- Os Memoráveis, 2014 (bislang nicht auf Deutsch).
- Estuário, 2018 (bislang nicht auf Deutsch).
- Misericórdia, 2022, Deutsch: Erbarmen, aus dem Portugiesischen von Steven Uhly. Secession, Berlin 2024, ISBN 978-3966-39119-1.

Kurzgeschichten:
- A Instrumentalina, 1992, Deutsch: Eine Liebe, aus dem Portugiesischen von Karin von Schweder-Schreiner, Suhrkamp, Frankfurt am Main 1998, ISBN 978-3-518-40958-9.

- O Conto do Nadador, 1992
- Marido e outros Contos, 1997
- O Belo Adormecido, 2004
- Praça de Londres, 2008
- O Organista, 2014
- O Amor em Lobito Bay, 2016

Kinderbücher:
- O Grande Voo do Pardal, illustriert von Inês de Oliveira, 2007

- Romance do Grande Gatão, illustriert von Danuta Wojciechowska, 2010
- O Conto da Isabelinha - Lilibeth's Tale, illustriert von Dave Sutton, 2018

Essays:
- Contrato Sentimental, 2009

Theater:
- A Maçon, 1997
- Instruções para Voar, 2016

Lyrik:
- O Livro das Tréguas, 2019

Chroniken:
- Em Todos os Sentidos, 2020

1995 bis 1997 erschien im Verlag Publicações Dom Quixote in Lissabon eine achtbändige Werkausgabe unter dem Titel Obras completas de Lídia Jorge.

## Preise
- Malheiro Dias-Preis der Lissaboner Akademie der Wissenschaften (1981)
- Literaturpreis der Stadt Lissabon (1982 und 1984), O Cais das Merendas und Notícia da Cidade Silvestre
- D. Dinis-Preis der Stiftung Casa de Mateus (1998), O Vale da Paixão
- Bordallo-Preis für Literatur der Casa da Imprensa (1998), O Vale da Paixão
- Máxima-Literaturpreis (1998), O Vale da Paixão
- Prémio de Ficção des portugiesischen PEN-Clubs (1999), O Vale da Paixão
- Jean-Monnet-Preis für europäische Literatur, Europäischer Schriftsteller des Jahres (2000), O Vale da Paixão
- Großer Preis des Portugiesischen Schriftstellerverbandes (2002), O Vento Assobiando nas Gruas
- Correntes d’Escritas-Preis (2002), O Vento Assobiando nas Gruas
- Albatros-Literaturpreis der Günter-Grass-Stiftung (2006)
- Großer Preis der Portugiesischen Autorengesellschaft, Millennium BCP (2007)
- Premio Giuseppe Acerbi, Sonderpreis für Literatur von Frauen (2007)
- Michel Brisset-Preis, verliehen von der Französischen Psychiatrievereinigung (2008), Combateremos a Sombra
- Prémio da Latinidade, João Neves da Fontoura (2011)
- Portugiesisch-Spanischer Kunst und Kulturpreis (2014)
- Vergílio Ferreira-Preis (2015)
- Urbano Tavares Rodrigues-Preis (2015)
- Großer dst-Literaturpreis (2019), Estuário
- Rosalía de Castro-Preis des galizischen PEN-Clubs (2020)
- FIL-Preis für Literatur in romanischer Sprache (2020)
- Grande Prémio da Crónica e Dispersos Literários der Associação Portuguesa de Escritores / Câmara Municipal de Loulé (2021), Em Todos os Sentidos

## Verfilmungen
Einige Werke von Lídia Jorge wurden verfilmt. Es folgt eine Auswahl:
- 2004: Es war einmal in Afrika, Regie Margarida Cardoso (basiert auf dem Roman Die Küste des Raunens)
- 2021: Miss Beijo (Fernsehfilm), Regie: Miguel Simal (basiert auf der gleichnamigen Kurzgeschichte)
- 2023: O Vento Assobiando nas Gruas, Regie: Jeanne Waltz (basiert auf dem Roman Milene)
- 2024: O Conto do Nadador; Regie: Filipe Henriques (basiert auf der gleichnamigen Erzählung aus dem Jahr 1992)